# Шеберле, Джон Мартин
Джон Мартин Шеберле (англ. John Martin Schaeberle, 1853−1924) — германо-американский астроном.

## Биография
Родился в Германии, имя при рождении — Иоганн Мартин Шэберле (нем. Johann Martin Schäberle). В детском возрасте эмигрировал с родителями в США. Был студентом Д. К. Уотсона в Мичиганском университете, в 1878—1888 преподавал в том же университете астрономию (Детройтская обсерватория). Основал собственную частную обсерваторию, в которой открыл 3 кометы.
В 1888 году он стал одним из первых астрономов только что созданной Ликской обсерватории. Вёл позиционные наблюдения на меридианном круге, разработал «камеру Шеберле» для фотосъёмки Солнца и его короны во время полных солнечных затмений. Наблюдал также метеоры, двойные звёзды, в 1896 открыл Процион B — компонент звезды Процион.
В 1898, когда вместо него директором Ликской обсерватории был назначен Джеймс Эдуард Килер, ушёл в отставку и более никогда не занимал руководящих должностей.
В его честь назван кратер на Луне и кратер на Марсе.